# Lalawmpuia
Lalawmpuia  là một cầu thủ bóng đá người Ấn Độ thi đấu ở vị trí thủ môn cho Aizawl ở I-League.

## Sự nghiệp
Sinh ra ở Mizoram, Lalawmpuia thi đấu cho Zo United ở Mizoram Premier League và đạt danh hiệu thủ môn xuất sắc nhất mùa giải 2015. Sau đó anh gia nhập Aizawl ở I-League và ra mắt cho đội bóng ngày 26 tháng 3 năm 2016 trước đương kim vô địch, Mohun Bagan. Anh thi đấu cả trận và Aizawl giành chiến thắng 2–1.

## Thống kê sự nghiệp
Tính đến 26 tháng 3 năm 2016
| Câu lạc bộ          | Mùa giải            | Giải vô địch        | Giải vô địch | Giải vô địch | Cúp Liên đoàn | Cúp Liên đoàn | Cúp Quốc gia | Cúp Quốc gia | Châu lục | Châu lục  | Tổng    | Tổng      |
| Câu lạc bộ          | Mùa giải            | Hạng đấu            | Số trận      | Bàn thắng    | Số trận       | Bàn thắng     | Số trận      | Bàn thắng    | Số trận  | Bàn thắng | Số trận | Bàn thắng |
| ------------------- | ------------------- | ------------------- | ------------ | ------------ | ------------- | ------------- | ------------ | ------------ | -------- | --------- | ------- | --------- |
| Aizawl              | 2015–16             | I-League            | 1            | 0            | —             | —             | 0            | 0            | —        | —         | 1       | 0         |
| Tổng cộng sự nghiệp | Tổng cộng sự nghiệp | Tổng cộng sự nghiệp | 1            | 0            | 0             | 0             | 0            | 0            | 0        | 0         | 1       | 0         |